# Владиславська сільська рада
| Владиславська сільська рада — орган місцевого самоврядування у Миронівському районі Київської області з адміністративним центром у с. Владиславка. Історична дата утворення: в 1954 році. Водоймища на території, підпорядкованій даній раді: річка Бутеня. Сільській раді підпорядковані населені пункти: - с. Владиславка - с. Вахутинці - с. Гулі |

## Склад ради
Рада складається з 16 депутатів та голови.

### Керівний склад ради
| ПІБ                       | Основні відомості                                                 | Дата обрання | Дата звільнення |
| ------------------------- | ----------------------------------------------------------------- | ------------ | --------------- |
| Зюменко Лариса Степанівна | Сільський голова, 1958 року народження, освіта, позапартійна      | 26.03.2006   | 31.10.2010      |
| Зюменко Лариса Степанівна | Сільський голова, 1958 року народження, освіта вища, позапартійна | 31.10.2010   |                 |

Примітка: таблиця складена за даними джерела